# Wenatchee
Wenatchee [wɛˈnætʃiː] är administrativ huvudort i Chelan County i delstaten Washington i USA. Vid 2010 års folkräkning hade Wenatchee 31 925 invånare.